# 日本コムシス
日本コムシス株式会社（にっぽん・コムシス　英語名：Nippon COMSYS Corporation）は、東京都品川区に本社を置くコムシスホールディングスの最大中核企業であり、
主にNTT東日本・NTT西日本・NTTコミュニケーションズ・NTTドコモグループ等の電気通信事業者の電話・通信設備の構築、その他に独自で社会基盤システムの建設管理、ICTソリューション事業などを請け負っている。通信建設業界においてトップクラスの規模であり、エクシオグループ、ミライト・ワンなどと共に国内大手通信インフラ企業の一つとして並べられている。

## 事業所
- 本社　東京都品川区東五反田（登記上の本店兼ねる）、大阪市中央区谷町（西日本本社）
- 支店　札幌市、仙台市、秋田市、福島市、さいたま市、横浜市、宇都宮市、水戸市、千葉市、長野市、新潟市、名古屋市、金沢市、大阪市、広島市、松山市、高松市、福岡市、那覇市

## 沿革
- 1951年 - 日本通信建設株式会社（初代法人）設立。
- 1952年 - 線路・機械・伝送無線の総合1級業者として日本電信電話公社（現・日本電信電話株式会社）からの認定を受ける。
- 1953年 - 東京都・愛知県・大阪府の3大都市を結ぶ「マイクロ回線の無線中継」工事を実施。
- 1963年 - シールド工事第1号受注。
- 1970年 - 衛星通信地球局工事受注。
- 1979年 - 日本通信建設株式会社（2代目法人）[注釈 1]が初代法人を吸収合併（株式額面変更目的）。
- 1982年 - 日本初光ファイバーケーブル工事受注。
- 1988年 - 第1次CI運動の「CAN3300運動」を行う。
- 1990年 - 社名を日本コムシス株式会社に変更。
- 1991年 - 日本電信電話による「通信設備総合工事」認定を受ける。
- 1992年 - クウェートの湾岸戦争復興からの緊急プロジェクトに日本企業から初めて受注する。
- 1999年 - 第2次CI運動の「コムシス・イノベーション」を行う。
- 2000年 - 東海大学と共同で「転動型制振装置」を開発。また光ファイバー敷設の新工法「スィーコム」開発。
- 2002年 - IT事業本部設立。IP（インターネット・プロトコル）の事業強化。
- 2003年
  - 三和エレック、東日本システム建設、日本コムシスの3社が株式移転し持株会社「コムシスホールディングス株式会社」を設立。東証1部・大証1部上場廃止。
  - コムシスシェアードサービス株式会社を設立し、共通業務をアウトソーシング。
- 2004年 - 全社でISMS認証を受ける。
- 2005年
  - 製造業のカイゼンを取り入れた「コムシス式カイゼン」を3ヶ所のTS（テクノステーション:工事事務所）で開始。
  - 企業文化変革活動の「VALUE2010」を始める。
  - 企業理念・行動指針を改訂。
- 2007年 -「コムシス式カイゼン」の一環として、無線ICタグを利用した「倉庫管理システム」を開発。
- 2009年
  - 4月1日 - 情報システム事業をコムシス情報システム株式会社として分社化。
  - 10月1日 - 本店登記を港区高輪から品川区東五反田に移転。

## 主な建設事業
- NTT情報通信エンジニアリング工事
  - NTT工事
  - ドコモ工事
- 電気・通信設備工事（企業・官公庁など）
  - 通信設備工事（一般企業、官公庁、自治体、通信事業者）
  - 電気設備工事
- ITソリューション事業
  - ソフトウェア開発
  - ソリューションビジネス等情報関係事業
- 社会システム関連事業等
  - 建築工事
  - 環境（エコ）関係工事 - 風力発電、太陽光発電等の設計、施工。環境ビジネスが拡大する中、注目される分野の一つである。
  - 海外事業
  - 土木事業 - 特にシールド工事に関しては、通信トンネルを中心に、総計100km以上もの施工実績を誇る。10%急勾配や、10R曲線、最小土被り1.2mといった、非常に難易度の高いトンネル建設実績も有する。

## 主なブランド
- comsip
- ガッテン君
- GeoPic
- コムシス式カイゼン

## グループ会社
2010年12月31日現在で連結子会社13社

### 連結子会社
- コムシスモバイル株式会社
- コムシスエンジニアリング株式会社
- ウィンテック株式会社
- コムシス関西エンジニアリング株式会社
- コムシス九州エンジニアリング株式会社
- 株式会社フォステクノ四国
- 通信電設株式会社
- 日本海通信建設株式会社
- コムシスネット株式会社
- コムシス東北テクノ株式会社
- コムシス通産株式会社
- 株式会社大栄製作所

## 主なパートナー企業
- シスコシステムズ　ゴールドパートナー
- マイクロソフト　ゴールドパートナー